# Шоу, Арти
А́рти Шо́у (англ. Artie Shaw), настоящее имя Артур Джейкоб Аршавский (Arthur Jacob Arshawsky; 23 мая 1910, Нью-Йорк — 30 декабря 2004, Лос-Анджелес) — американский джазовый кларнетист, дирижёр, композитор и писатель, один из крупнейших музыкантов «эры свинга».

## Биография

### Происхождение
Арти Шоу (при рождении Артур Джейкоб Аршавский) родился 23 мая 1910 года в Нью-Йорке в семье еврейских иммигрантов из юга Украины (на тот момент входившей в состав Российской империи) и Галиции (тогда Австро-венгерская монархия). Его отец, выходец из Одессы Гарольд «Гарри» Аршавский перебрался в Америку ребёнком в 1888 году и работал фотографом; мать, Сара Штраусс, эмигрировала в Америку из Самбора в 1899 году и работала швеёй.

### Ранние годы
Рос и учился музыке в Нью-Хейвене (штат Коннектикут), где в 1925 в качестве саксофониста попал в танцевальный оркестр Джонни Кавалларо. На следующий год он начал играть на кларнете, который вскоре стал его основным инструментом. В 1926—1929 он работал в оркестре Остина Уайли, для которого делал аранжировки, затем играл на саксофоне у Ирвинга Ааронсона, в 1929 году в Чикаго участвовал в джем-сессиях с местными музыкантами. В это же время он знакомится с музыкой Клода Дебюсси и Игоря Стравинского, оказавшей большое влияние на развитие его музыкального мировоззрения.

### Начало творческой деятельности
В 1931—1934, уже под псевдонимом Арти Шоу, музыкант выступает как свободный артист, а в 1936 для концерта в театре «Империал» формирует свой первый ансамбль. Его состав был необычен для джаза того времени — струнный квартет, ритм-секция и кларнет соло, однако это не помешало Шоу произвести на публику большое впечатление собственным сочинением «Интерлюдия in B». В дальнейшем к коллективу присоединились два трубача, тромбонист, саксофонист и певец, но настороженное отношение музыкальной общественности к нестандартному составу и инструментовке вынудило Шоу распустить её в марте 1937.
Через месяц Шоу собирает новый оркестр, с которым вскоре записывает свой первый хит — композицию Коула Портера «Начало танца» (Begin the Beguine) в аранжировке Джерри Грэя. К Шоу приходит известность, и многие начинают говорить о нём как о конкуренте Бенни Гудмена. Не приняв роли идола танцующей молодежи, Шоу в ноябре 1939 года временно покидает сцену.

### «Пятёрка Грэмерси»
В начале 1940 Шоу работает в Голливуде над музыкой к фильмам, а также записывает со струнным оркестром композицию Frenesi. Её успех сподвиг Шоу на концертный тур в сопровождении оркестра, дополненного струнными инструментами. Из состава этого оркестра он создаёт «Пятёрку Грэмерси» (Gramercy Five) и записывает ещё несколько хитов: Summit Ridge Drive, Moonglow, Dancing In The Dark, Stardust, I Cover The Waterfront. Несмотря на то, что эти композиции стала весьма популярными, Шоу скоро вновь распустил свои ансамбли и обосновался в Нью-Йорке, где начал изучать оркестровку и продолжил записываться в студиях.

### 1940-е годы
В январе 1942 Шоу призван во флот, где по поручению командования организует оркестр, которым руководит в течение ближайшего года. Вскоре музыканта демобилизуют, и в 1944 он создаёт новый биг-бэнд, который многими историками джаза считается лучшим из всех, с которыми он работал. Среди хитов этого периода наиболее известной стала композиция Little Jazz, записанная с трубачом Роем Элдриджем.

### Последние годы карьеры
Шоу также возрождает «Пятёрку Грэмерси», а затем организует ещё два больших оркестра. Он активно выступал и записывался до 1954 года, после чего объявил, что прекращает выступления. Лишь в 1983 Шоу вновь собрал свой оркестр и изредка дирижировал им, но основным руководителем этого коллектива стал кларнетист Дик Джонсон.

### Творчество
Шоу часто сравнивали с другим выдающимся кларнетистом этого времени — Бенни Гудменом. Также, как и Гудмен, Шоу обладал высочайшим техническим мастерством и хорошим чувством фразировки, однако манера его исполнения была более спокойной. Как композитор Шоу известен прежде всего своим Концертом для кларнета с оркестром (1940), который сам же и исполнял с большим успехом.

### Личная жизнь
Был женат несколько раз, среди жен были писательница Кэтлин Уинзор, кинодивы Ава Гарднер и Лана Тернер.